# Thubten Künga
Thubten Künga  (1891-1964) was een Tibetaans geestelijke.
Hij was de zesennegentigste Ganden tripa van ca. 1954/58 tot 1964 en daarmee de hoofdabt van het klooster Ganden en hoogste geestelijke van de gelugtraditie in het Tibetaans boeddhisme.
Thubten Künga werd geboren in Shigatse. Hij behaalde de titel Geshe Lharampa, de hoogste graad van de Gelugtraditie, tijdens de periode van de  13e dalai lama, Thubten Gyatso. In 1946 werd hij plaatsvervangend Ganden tripa, in 1954 de 96e Ganden tripa. Hij was vanaf 1956 voorzitter van de Tibetaanse afdeling van de Boeddhistische vereniging van China, en vice-voorzitter van de Boeddhistische vereniging van China vanaf 1962 tot zijn overlijden in 1964.